# Requiem voor Theresienstadt
Requiem voor Theresienstadt is een hoorspel naar het verhaal Terezínské rekviem (1963) van Josef Bor. In een vertaling van Lies Rutgers zond de NCRV het uit op maandag 2 mei 1966. De regisseur was Wim Paauw. De uitzending duurde 62 minuten.

## Rolbezetting
- Wiesje Bouwmeester (vrouwenstem)
- Dick Scheffer (mannenstem)
- Frans Somers (Raphael Schächter)
- Jacques Snoek (Dr. Kurt Singer)
- Enny Mols-de Leeuwe (Elsbetha)
- Arnold Gelderman (Frantiček)
- Dick Scheffer (Joseph)
- Heleen Pimentel (Maroesjka)
- Cees van Ooyen (Heindl)
- Hein Boele (Roderich)
- Hans Veerman (kampcommandant)
- Louis de Bree (Judenältester)
- Peter Aryans (Eichmann)
- Wim Paauw (Möse)

## Inhoud
Hierin vertelt de auteur het verhaal van een bijzondere gebeurtenis in het concentratiekamp Theresienstadt. Dirigent Rafael Schächter slaagt erin een aantal joodse musici bijeen te brengen en een koor en orkest samen te stellen, waarmee hij Verdi's Requiem instudeert. Al leven allen in barre omstandigheden, toch stelt Schächter de hoogste eisen aan de musici. Het repeteren van het Requiem biedt hun steeds meer troost en zij beginnen er zelfs hoop door te krijgen dat ze hun gevangenschap zullen overleven. Bij de uitvoering voor een zaal vol nazi's drukt de dodenmis op aangrijpende wijze de wanhoop van de koor- en orkestleden uit, maar het slot richt zich op onverwachte wijze rechtstreeks tot Eichmann en de overige SS'ers: er klinkt een overdonderend ‘Libera me!'…